# پاترسبرگ
پاترسبرگ (به آلمانی: Patersberg) یک شهر در آلمان است که در Verbandsgemeinde Loreley واقع شده‌است. پاترسبرگ ۴۳۰ نفر جمعیت دارد.